# هنريك هيرتز (كاتب)
هنريك هيرتز (بالدنماركية: Henrik Hertz)‏ هو كاتب مسرحي وكاتب وشاعر دنماركي، ولد في 25 أغسطس 1797 في كوبنهاغن في الدنمارك، وتوفي بنفس المكان في 25 فبراير 1870.

## وصلات خارجية
- هنريك هيرتز على موقع IMDb (الإنجليزية)
- هنريك هيرتز على موقع الموسوعة البريطانية (الإنجليزية)
- هنريك هيرتز على موقع قاعدة بيانات برودواي على الإنترنت (الإنجليزية)
- هنريك هيرتز على موقع قاعدة بيانات الأفلام السويدية (السويدية)
- هنريك هيرتز على موقع كينوبويسك (الروسية)